# Зев
Зев представља међупростор између два слоја основиних жица кроз који пролази чунак и потка приликом процеса израде тканине (ткања).